# Греческая операция
Гре́ческая опера́ция или Операция «Мари́та» (нем. Unternehmen Marita) — вторжение войск нацистской Германии в Грецию в апреле 1941 года. Греческая операция последовала за предыдущим безуспешным итальянским вторжением, известным как Итало-греческая война. Операцию «Мари́та», как правило, хронологически отделяют от Критской операции, которая произошла после завоевания материковой Греции. Обе операции были частью Балканской кампании Германии во время Второй мировой войны.
На начало вторжения Германии Греция уже была в состоянии войны с Италией, последовавшей за итальянским вторжением 28 октября 1940 года. Греция успешно отбила первые наступления итальянской армии. К 6 апреля бо́льшая часть греческой армии находилась на территории Албании, откуда итальянцы попытались проникнуть в Грецию. Немецкие войска вторглись через Болгарию, создав тем самым второй фронт. Греция к этому моменту уже успела получить небольшое подкрепление от Британской империи, однако после начала немецкого вторжения британцы больше помощи уже не оказывали. Итальянские и немецкие войска численно значительно превышали обороняющуюся греческую армию, а их техническое превосходство было подавляющим, особенно в авиации. Греческая оборонительная Линия Метаксаса выдержала первый натиск немцев, но была обойдена немцами через территорию Югославии. Затем немецкие войска обошли с фланга греческие силы, находившиеся на границе Албании, вынудив их сдаться. Британские войска предприняли тактическое отступление. Немецкая армия достигла Афин 27 апреля и вышла к южному берегу Греции 30 апреля, захватив около 7000 британских солдат и закончив данный этап Балканской кампании полной победой. Спустя месяц завоевание Греции было завершено захватом Крита. Греция оказалась оккупирована вооружёнными силами Германии, Италии и Болгарии.
Вспоминая ход войны ближе к её концу, когда предстоящее поражение Германии стало неизбежным, Гитлер всё больше называл поражение Италии при вторжении в Грецию причиной своей последующей катастрофы, так как спасение итальянской армии на Балканах отсрочило германское вторжение в СССР на два с половиной месяца. В качестве основной причины крупного поражения Германии на территории Советского Союза это объяснение не совсем верно, однако это поражение имело серьёзные последствия для военных действий в ходе Североафриканской кампании.

## Предшествующие события

### Итало-греческая война
С началом Второй мировой войны Иоаннис Метаксас, греческий генерал и премьер-министр (фактически диктатор) Греции с 1936 года, всеми силами стремился придерживаться позиции нейтралитета. Тем не менее, давление со стороны Италии возрастало, кульминацией чего стала атака итальянской подводной лодкой Дельфино греческого крейсера Элли 15 августа 1940 года, в результате чего последний затонул. Итальянский лидер Бенито Муссолини был недоволен тем, что Адольф Гитлер не обсуждал с ним вопросы военной политики, и захотел самостоятельно захватить Грецию, которую считал лёгким противником. В ночь на 28 октября посол Италии Эмануэле Грацци предъявил Метаксасу трехчасовой ультиматум с требованием, чтобы итальянские войска могли свободно занять неопределённые «стратегические объекты» на территории Греции. Метаксас отверг ультиматум, однако ещё до истечения его срока итальянские войска вторглись в Грецию со стороны Албании. Первое сражение между греческой и итальянской армиями состоялось при Элеа-Каламас, в ходе которого итальянцы не смогли прорвать оборонительную линию греков и были вынуждены остановиться. В течение трёх недель греческая армия провела успешную контратаку, в ходе которой они вошли на территорию Албании и захватили ряд значительных городов, таких как Корча и Саранда. Ни смена итальянского командования, ни приход значительного подкрепления не улучшили положение итальянской армии.

## Политическая ситуация в 1940—1941 гг

### Действия союзников
Как только началась итало-греческая война, Англия предприняла попытки привлечь Грецию, Турцию и Югославию к вступлению в Антигитлеровскую коалицию. Однако реализация этого замысла наталкивалась на большие трудности. Турция отказывалась не только от вступления в антигитлеровский блок, но и от выполнения обязательств по англо-франко-турецкому договору от 19 октября 1939 года. Проходившие в Анкаре 13—25 января 1940 года англо-турецкие штабные переговоры оказались бесплодной попыткой Англии привлечь Турцию к оказанию реальной помощи Греции. Правящие круги Югославии, хотя и воздерживались от присоединения к тройственному пакту, активно выступать против него не собирались.
Англия рассчитывала и на то, что ей удастся укрепиться на Балканах, используя столкновение советских и германских интересов в этом районе. Английское правительство строило планы на то, что это столкновение сможет перерасти в вооружённый конфликт между СССР и Третьим рейхом и тем самым отвлечь внимание гитлеровского руководства от Балканского полуострова.
Политика Англии на Балканах встречала все возрастающую поддержку со стороны США. Во второй половине января на Балканы со специальной миссией выехал личный представитель Рузвельта, один из руководителей американской разведки полковник Донован. Он посетил Афины, Стамбул, Софию и Белград, призывая правительства балканских государств проводить политику, выгодную США и Англии. В феврале и марте американская дипломатия не ослабляла давления на балканские страны, особенно на Турцию и Югославию, стараясь добиться своей главной цели — не допустить укрепления позиций Германии и её союзников. Правительствам балканских государств направлялись ноты, меморандумы, личные послания президента и т. д. Все эти действия координировались с английским правительством.
В феврале 1941 года министр иностранных дел Англии Энтони Иден и начальник имперского генерального штаба Джон Дилл выехали со специальной миссией на Средний Восток и в Грецию. После консультаций с английским командованием в районе Восточного Средиземноморья они прибыли в Афины, где 22 февраля договорились с правительством Греции о предстоящей высадке здесь британского экспедиционного корпуса. Это соглашение соответствовало планам британского комитета обороны, по оценке которого Балканы приобретали в то время решающее значение. Однако попытки английской дипломатии привлечь на свою сторону Югославию успеха всё же не имели.

### Действия стран Оси
Итальянская агрессия против Греции, а затем её неудачный для Италии исход создали на Балканах новую ситуацию. Она послужила Германии поводом для активизации своей политики в этом районе. Кроме того, Гитлер поспешил воспользоваться возникшей обстановкой, чтобы под видом помощи потерпевшему поражение союзнику скорее самому закрепиться на Балканах, захватив там плацдарм для дальнейшей экспансии на Ближний Восток и в Малую Азию.
12 ноября 1940 года Гитлер подписал директиву № 18 о подготовке «в случае необходимости» операции против Северной Греции с территории Болгарии. Согласно директиве, предусматривалось создание на Балканах (в частности, в Румынии) группировки немецких войск в составе не менее 10 дивизий. Замысел операции уточнялся в течение ноября и декабря, увязывался с вариантом «Барбаросса» и к концу года был изложен в плане под кодовым наименованием «Марита» (лат. marita — супруга). Согласно директиве № 20 от 13 декабря 1940 года резко, до 24 дивизий, увеличивались силы, привлекавшиеся для проведения этой операции. Директива ставила задачу оккупировать Грецию и требовала своевременного высвобождения этих сил для выполнения «новых планов», то есть участия в нападении на СССР.
Таким образом, планы завоевания Греции были разработаны Германией ещё в конце 1940 года, однако с их осуществлением Германия не торопилась. Неудачи итальянских войск в Греции гитлеровское руководство стремилось использовать для ещё большего подчинения Италии германскому диктату. Заставляла выжидать и всё ещё не определившаяся позиция Югославии, которую в Берлине, как и в Лондоне, рассчитывали привлечь на свою сторону.
27 марта 1941 года в Югославии был совершён государственный переворот. Прогерманское правительство Драгиши Цветковича пало, и во главе нового правительства встал Душан Симович. В связи с этим событием германское правительство решило ускорить в целом реализацию своих планов на Балканах и перейти от методов политического давления к военной агрессии.

## Вторжение в Грецию
27 марта, сразу же после совершившегося в Югославии переворота, в имперской канцелярии в Берлине Гитлер провёл совещание с главнокомандующими сухопутными и военно-воздушными силами и их начальниками штабов. На нём было объявлено о решении «сделать все приготовления для того, чтобы уничтожить Югославию в военном отношении и как национальную единицу». В тот же день была подписана директива № 25 о нападении на Югославию.
Нападение на Грецию германское командование решило начать одновременно с нападением на Югославию. План «Марита» был подвергнут коренной переработке. Военные действия против обоих балканских государств рассматривались как единая операция.
После того, как 30 марта 1941 года был утверждён окончательный план нападения, Гитлер направил письмо Муссолини, сообщив, что ожидает помощи со стороны Италии.
Вторжение предполагалось осуществить нанесением одновременных ударов с территории Болгарии, Румынии, Венгрии и Австрии по сходящимся направлениям на Скопье, Белград и Загреб с целью расчленения югославской армии и уничтожения её по частям. Ставилась задача овладеть в первую очередь южной частью Югославии, чтобы не допустить установления взаимодействия между армиями Югославии и Греции, соединиться с итальянскими войсками в Албании и использовать южные районы Югославии в качестве плацдарма для последующего германо-итальянского наступления на Грецию.
Против Греции предусматривалось нанесение главного удара в направлении Салоник с последующим продвижением в район Олимпа.
К осуществлению операции привлекались 2-я, 12-я армии и 1-я танковая группа. 12-я армия была сосредоточена на территории Болгарии и Румынии. Она была значительно усилена: её состав доведён до 19 дивизий (в том числе 5 танковых). 2-я армия в составе 9 дивизий (в том числе 2 танковые) сосредоточивалась в юго-восточной Австрии и западной Венгрии. В резерв выделялось 4 дивизии (в том числе 3 танковые). Для авиационной поддержки привлекались 4-й воздушный флот и 8-й авиационный корпус, насчитывавшие вместе около 1200 боевых и транспортных самолётов. Общее командование группировкой германских войск, нацеленных на Югославию и Грецию, было возложено на генерал-фельдмаршала В. Листа.
30 марта 1941 года главнокомандование сухопутных сил вермахта поставило войскам задачи. 12-я армия должна была силами двух корпусов наступать на Струмицу (Югославия) и Салоники, одним корпусом нанести удар в направлении Скопье, Велес (Югославия), а правым флангом наступать на белградском направлении. Перед 2-й армией ставилась задача овладеть Загребом и развивать наступление в направлении Белграда. Боевые действия против Югославии и Греции предусматривалось начать 6 апреля 1941 года массированным налетом авиации на Белград и наступлением войск левого крыла и центра 12-й армии.

### Распределение ролей союзников Германии в операции «Марита»
К операции на Балканах германское руководство привлекло значительные силы своих союзников и сателлитов.

#### Италия
Для войны против Греции и Югославии правительство Италии выделило 43 дивизии. 24 из них предназначались для действий против Югославии (9 были развернуты на албано-югославской границе, 15 — в Истрии и Далмации). Командование вермахта было в целом невысокого мнения о боеспособности итальянских войск, поэтому на них возлагались только вспомогательные задачи. В начале боевых действий итальянские войска должны были прочно удерживать оборону в Албании и тем самым содействовать наступлению 2-й немецкой армии. После соединения германских войск с итальянскими предусматривалось их совместное наступление против Греции.

#### Венгрия
После непродолжительных дебатов венгерское правительство согласилось с требованиями Берлина об участии Венгрии в агрессии против Югославии. Премьер-министр Венгрии Телеки, который считал, что Венгрия может принять участие в войне с Югославией, лишь сохраняя дипломатические отношения с западными странами, оказался в одиночестве и покончил жизнь самоубийством.
После переговоров генерала Фридриха Паулюса с начальником венгерского генерального штаба Х. Вертом, начавшихся 30 марта, было подписано соглашение, по которому Венгрия выделяла для агрессии против Югославии 10 бригад (примерно 5 дивизий). Их переход в наступление намечался на 14 апреля 1941 года.

#### Румыния
Румынии командование вермахта отводило роль заслона против СССР. На румынской территории были размещены как сухопутные силы, так и авиация, обеспечивавшая поддержку действий германских войск на Балканах, и посредством которой планировалось нанести массированный бомбовый удар по Белграду.

#### Болгария
Монархическое правительство Болгарии не решилось послать войска для участия в агрессии против Югославии и Греции, но предоставило территорию страны для оперативного развёртывания вермахта. По требованию гитлеровцев болгарское командование стянуло основную массу своих сухопутных войск, усиленных немецкими танковыми частями, к границам Турции. Здесь они служили тыловым прикрытием для германских соединений, действовавших против Греции и Югославии.
Координация действий государств, вооружённые силы которых выступали против Греции и Югославии, проводилась в соответствии с подписанной Гитлером 3 апреля 1941 года директивой № 26 «Сотрудничество с союзниками на Балканах». Координация должна была осуществляться в таких формах, которые создавали бы видимость «суверенитета» сообщников гитлеровской Германии по агрессии.
Для агрессии на Балканах Германия и её союзники выделили свыше 80 дивизий (из них 32 немецкие, более 40 итальянских и остальные — венгерские), более 2 тыс. самолётов и до 2 тыс. танков.

### Разгром греко-британской армии
Греческая армия оказалась в трудном положении. Длительные военные действия истощили небольшие стратегические запасы страны. Основная масса греческих войск (15 пехотных дивизий, объединённых в две армии — «Эпир» и «Западная Македония») была дислоцирована на итало-греческом фронте в Албании. Вступление немецких войск в Болгарию и их выход в марте 1941 года на греческую границу поставили командование Греции перед трудноразрешимой задачей организации обороны на новом направлении, куда могло быть переброшено не более 6 дивизий.
Не могло значительно изменить положения и начавшееся 5 марта 1941 прибытие из Египта экспедиционного корпуса, имевшего в своём составе две пехотные дивизии (новозеландская 2-я дивизия, австралийская 6-я дивизия), английскую 1-ю бронетанковую бригаду и девять авиационных эскадрилий. Предназначенные для отправки в Грецию 7-я австралийская дивизия и польская бригада были оставлены британским командованием в Египте из-за наступления немцев в Ливии.
Для отпора агрессии греческое командование спешно создало две новые армии: «Восточная Македония» (три пехотные дивизии и одна пехотная бригада), которая опиралась на укрепления линии Метаксаса вдоль границы с Болгарией, и «Центральная Македония» (три пехотные дивизии и английский экспедиционный корпус), которая, используя горную цепь, заняла оборону от Олимпа до Каймакчалана. Армии не имели оперативно-тактической связи и могли быть легко отрезаны как друг от друга, так и от войск, сосредоточенных на албанском фронте. У греческого командования не было стратегических резервов. В развертывании сил оно исходило из предположения, что противник будет действовать только с территории Болгарии и не пойдет через Югославию.
Угроза немецкого нападения усилила пораженческие настроения среди греческого генералитета. В начале марта 1941 года командование армии «Эпир» довело до сведения правительства, что считает войну с немцами бесперспективной, и потребовало начать дипломатические переговоры с Германией. В ответ на это правительство сменило руководство армии «Эпир», назначило нового командующего армией и новых командиров корпусов. Однако этими мерами добиться перелома в настроениях высшего командного состава греческой армии не удалось.
Создавшаяся на Балканах ситуация требовала совместных действий Великобритании, Греции и Югославии. 31 марта в Белград прибыл начальник британского генерального штаба генерал Дилл в сопровождении Диксона, личного секретаря Идена. В течение двух дней Дилл вел переговоры с премьер-министром Симовичем, военным министром генералом Б. Иличем и офицерами генерального штаба о согласовании усилий Югославии и Греции и мобилизации их военных и экономических возможностей для борьбы с надвигавшейся агрессией. Обмен мнениями показал, что Великобритания не собирается оказывать Югославии и Греции значительной помощи.
3 апреля на железнодорожной станции южнее греческого пограничного городка Кенали состоялись новые переговоры между военными представителями Великобритании, Греции и Югославии. Речь шла об установлении взаимодействия между югославской армией, греческими и британскими войсками. В переговорах приняли участие главнокомандующий греческими вооружёнными силами генерал Папагос, командующий английским экспедиционным корпусом генерал Уилсон и начальник оперативного отдела югославского генерального штаба генерал Янкович. Однако ввиду крайне ограниченных размеров помощи со стороны Великобритании, опасений югославских и греческих властей обострить отношения с Германией, соглашения о взаимодействии югославской армии с греко-британскими силами достичь не удалось.
Вторжение в Югославию и Грецию германские войска предприняли в ночь на 6 апреля по схеме, которой они пользовались, развязывая военные действия в 1939 и 1940 гг. Главные силы 4-го воздушного флота внезапно атаковали аэродромы в районах Скопье, Куманово, Ниша, Загреба, Любляны. Танковые и пехотные дивизии 12-й немецкой армии одновременно на трёх участках перешли болгаро-югославскую границу, 150 немецких самолётов совершили налет на Белград.
Одновременно с действиями против Югославии, левое крыло 12-й немецкой армии с территории Болгарии начало наступление против Греции на салоникском направлении.
Группировка немецких войск (шесть дивизий, в том числе одна танковая, объединённые в 18-й и 30-й корпуса) имела большое превосходство в живой силе и технике над армией «Восточная Македония». Однако, опираясь на линию укреплений и выгодный для обороны горный рельеф, греческие войска в течение трёх дней оказывали противнику упорное сопротивление (см. Линия Метаксаса). Но в это время 2-я немецкая танковая дивизия, наступавшая через югославскую Македонию по долине реки Струмица в обход Дойранского озера, вышла в тыл греческой армии «Восточная Македония» и 9 апреля овладела городом Салоники. В тот же день эта армия капитулировала.
Быстрое продвижение немецких дивизий в Югославии поставило в крайне трудное положение греко-британскую армию «Центральная Македония». Выходом в район Битолы немецкие войска создали угрозу обхода её позиций с тыла и изоляции от греческих войск, сражавшихся в Албании. 11 апреля верховное командование Греции приняло решение об отводе сил из Албании на новую линию обороны — от горы Олимп на востоке до озера Бутринти на западе. Отход греческих войск из Албании начался 12 апреля.
Между тем немецкие дивизии, продвигаясь из района Битолы через Флорину и далее на юг, вновь создали угрозу охвата англо-греческих сил и в течение 11 — 13 апреля вынудили их поспешно отступить к городу Козани. В итоге немецкие войска вышли в тыл армии «Западная Македония», изолировав её от войск, находившихся в центральной части страны.
Британское командование, считая сопротивление войскам агрессора бесперспективным, стало планировать вывод своего экспедиционного корпуса из Греции. Генерал Уилсон был убеждён, что греческая армия утратила боеспособность, а её командование потеряло управление. После совещания Уилсона с генералом Папагосом 13 апреля было принято решение отступить на рубеж Фермопилы, Дельфы и, таким образом, оставить противнику всю северную часть страны. Британские части с 14 апреля отходили к побережью для эвакуации.
13 апреля Гитлер подписал директиву № 27, в которой уточнил план действий немецких войск в Греции. Нацистское командование предусматривало нанесение двух ударов по сходящимся направлениям из районов Флорины и Салоник на Ларису, чтобы окружить англо-греческие войска и сорвать попытки образовать новый фронт обороны. В дальнейшем продвижением моторизованных частей намечалось захватить Афины и оставшуюся территорию Греции, включая Пелопоннес. Особое внимание обращалось на то, чтобы воспрепятствовать эвакуации морем британских войск.
За пять дней британский экспедиционный корпус отступил на 150 км и к 20 апреля сосредоточился в районе Фермопил. Основные силы греческой армии остались на северо-западе страны, в горах Пинда и Эпира. Остатки армии «Центральная Македония» и войска армии «Западная Македония», понесшие большие потери, были переподчинены командующему армией «Эпир». Эта армия отступала, ведя сдерживающие бои с итальянскими войсками и подвергаясь ожесточённым ударам с воздуха. С выходом немцев в Фессалию возможностей для отступления на Пелопоннес у армии «Эпир» уже практически не было.
Приказ греческого правительства об отводе войск из Албании, неудачи на фронтах вызвали давно назревавший кризис в правящих кругах Греции. Генералы армии «Эпир» требовали прекращения боевых действий с Германией и заключения с ней перемирия. Они выдвигали лишь одно условие — не допустить оккупации греческой территории Италией.
18 апреля в Тати под Афинами собрался военный совет, на котором генерал Папагос сообщил, что с военной точки зрения положение Греции безнадёжно. Состоявшееся в тот же день заседание совета министров выявило, что некоторые его участники поддерживают смещенных генералов армии «Эпир», другие же стоят за продолжение войны, даже если правительству придется оставить страну. В правящих кругах Греции возникло замешательство. Оно усилилось ещё больше, когда вечером 18 апреля премьер-министр Коризис покончил жизнь самоубийством. Однако в это время сторонники продолжения войны одержали верх. Новый премьер-министр Цудерос и генерал Папагос потребовали от командования армии «Эпир» продолжать сопротивление. Но недавно назначенные командиры соединений отказались повиноваться, сместили командующего армией Питцикаса и поставили на его место генерала Цолакоглу. Он выслал парламентёров к немецким войскам и вечером 20 апреля подписал с командиром дивизии СС «Адольф Гитлер» генералом Дитрихом соглашение о перемирии между Грецией и Германией. На следующий день генерал-фельдмаршал Лист заменил это соглашение новым — о капитуляции греческих вооружённых сил, однако Гитлер его не утвердил. Учитывая настойчивые просьбы Муссолини, он согласился, чтобы Италия была в числе сторон, подписавших соглашение о капитуляции греческой армии. Это, третье по счёту, соглашение было подписано генералом Цолакоглу 23 апреля 1941 года в Салониках. В тот же день король Георг II и правительство покинули Афины и улетели на остров Крит.

### Отступление английского контингента
В ночь на 25 апреля в небольших портах Аттики и Пелопоннеса под интенсивной бомбардировкой началась погрузка на корабли первых подразделений английских войск. В это время другие английские части пытались сдерживать наступление гитлеровских войск. Попытка немцев разгромить отступающий английский экспедиционный корпус успеха не имела. Разрушая за собой дороги, английские части сумели избежать крупных боев с противником.
25 апреля немецкие войска заняли Фивы, а на следующий день с помощью воздушного десанта захватили Коринф, отрезав оставшимся в Аттике английским войскам путь к отступлению на Пелопоннес. 27 апреля немецкие войска вступили в Афины, а к исходу 29 апреля достигли южной оконечности Пелопоннеса. К этому времени основная масса английских войск (более 50 тыс. из 62 тыс. человек), уничтожив тяжёлое вооружение и средства транспорта, была вынуждена эвакуироваться морем.
На море эвакуацией руководил вице-адмирал Придхэм-Уиппел (en:Sir Henry Daniel Pridham-Wippell), а на берегу — контр-адмирал Г. Т. Бейли-Громан и штаб армии.
Окончательные цифры эвакуации по армии:
| Войска         | Находилось в Греции в момент нападения | Эвакуировано на Крит | Эвакуировано на Крит и позже в Египет | Эвакуировано непосредственно в Египет (включая раненых) | Потери | Процент от общих потерь |
| -------------- | -------------------------------------- | -------------------- | ------------------------------------- | ------------------------------------------------------- | ------ | ----------------------- |
| Великобритании | 19206                                  | 5299                 | 3200                                  | 4101                                                    | 6606   | 55,8                    |
| Австралии      | 17125                                  | 6451                 | 2500                                  | 5206                                                    | 2968   | 25,1                    |
| Новой Зеландии | 16720                                  | 7100                 | 1300                                  | 6054                                                    | 2266   | 19,1                    |
| Итого          | 53051                                  | 18850                | 7000                                  | 15361                                                   | 11840  | 100                     |

Всего было вывезено 50 662 человека, в том числе личный состав британских королевских военно-воздушных сил и несколько тысяч жителей Кипра, Палестины, греков и югославов. Это составляло около 80 процентов сил, первоначально направленных в Грецию.

### Результаты
Поход германских войск на Балканы, длившийся 24 дня (с 6 по 29 апреля), укрепил веру гитлеровского командования в непогрешимость стратегии «молниеносной войны». Господство на Балканах было достигнуто ценой небольших потерь: в ходе боевых действий германская армия потеряла примерно 2,5 тыс. убитыми, 3 тыс. пропавшими без вести и около 6 тыс. ранеными.
Потери Югославии и Греции были во много раз больше. Страны оси взяли в плен 375 тыс. солдат и офицеров югославской армии (345 тыс. — немцы и 30 тыс.— итальянцы). Большинство из них было отправлено в Германию. В плену оказалось 225 тыс. греческих солдат. Англичане в ходе балканской кампании потеряли убитыми, ранеными и пленными около 12 тыс. человек.
Под греческим контролем остался только остров Крит, но и его Германия захватила в мае 1941 в ходе операции «Меркурий».
Из-за времени, затраченного на кампанию на Балканах, Германия не успевала подготовиться к нападению на СССР к 1 мая, как первоначально было запланировано. Это привело к существенному сокращению времени на блицкриг против СССР до наступления распутицы и холодов. Из-за этого Гитлер в конце Второй мировой войны, когда исход войны стал уже ясен, считал ввязывание Германии в Итало-греческую войну причиной поражения на востоке.